# Digna Garitaonandia
Digna Garitaonandia Mallabiabarrena (Mallavia, Vizcaya, 22 de septiembre de 1923 - Barcelona, 21 de julio de 2023) fue una pelotari raquetista profesional. Se le apodó Txikita de Mallabia.

## Biografía
Digna Garitaonandia nació en el barrio de Areitio perteneciente al municipio vizcaíno de Mallavia. Iba diariamente a Éibar a repartir leche y, después de hecha la ruta, le gustaba acudir al frontón Astelena de dicha ciudad, al que llamaban "la catedral de la pelota a mano", donde jugaban otras pelotaris.

### Sus inicios
En esa época surgieron muchas raquetistas en el País Vasco.  Muchas de ellas eran de Éibar o se formaron en los frontones de esa ciudad. También Digna empezó a jugar a la pelota  en el frontón Astelena. El de Éibar era un frontón muy concurrido. La ciudad tuvo tres escuelas de pelota y Éibar se convirtió en cantera de pelotaris.
Éibar era más abierto que otros pueblos, no tan católico; predominaban los ideales socialistas y republicanos. Las mujeres tenían más libertad. 

### Trayectoria como raquetista
A Digna pronto le ofrecieron ir a jugar a Barcelona. Sin haber cumplido los 16 años llegó, el 20 de febrero de 1939, a orillas del Mediterráneo y allí debutó. Jugó como profesional hasta 1947.
En la época en que Digna jugaba a la raqueta, según una estadística de 1943 y abarcando todas las modalidades de juego (mano, pala, remonte, cesta...), había 1.432 pelotaris profesionales, de los cuales más de la mitad eran mujeres, unas 734. Según otra fuente, en 1947, 737 raquetistas estaban en las canchas.
Madrid y Barcelona fueron las ciudades más importantes donde se jugaba todos los días. Las jugadoras que no estaban en la cima competían por la tarde y por la noche, y las mejores, solo por la noche. Esto significa que los frontones se llenaban todos los días.

### Despedida de la raqueta
Fue jugadora profesional en los frontones Nuevo Mundo y Condal de Barcelona durante ocho largos años, hasta que se casó a los 24 años y se despidió de la raqueta.
Las raquetistas fueron pioneras en el deporte femenino profesional, aunque la historia no se ocupó de ellas hasta hace poco tiempo. Por fin han recibido varios merecidos homenajes en los últimos años.